# 게이시르

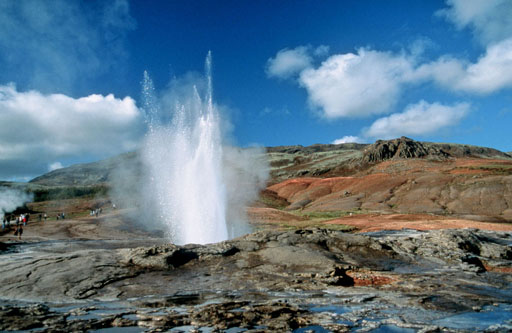
분출하는 게이시르

게이시르(아이슬란드어: Geysir)는 아이슬란드 레이캬비크의 북동쪽으로 80km 떨어져있는 간헐천이다. 아이슬란드에서도 손꼽히는 관광지 중 하나이다. 부근에는 온천이나 작은 간헐천이 많기 때문에 가장 큰 간헐천은 그레이트 게이시르 (The Great Geysir)라고 부른다. 간헐천의 활동은 지진 활동과 지각 변동 등과 밀접한 관련이 있기 때문에 변동이 있으며, 19세기에 가장 격렬하게 활동한 후 1935년 이후에는 거의 활동하지 않았다. 아이슬란드 정부는 수로의 신설 및 청소 등을 실시하여 간헐천 활동이 활발해질 수 있도록 노력을 거듭했지만 1990년 경에는 다시 활동을 중지했다. 그러나 2000년에 발생한 지진이 활동을 재개시키고, 1일 8회 정도 활동을 하게 되었다. 현재는 평균적으로 1일 3회 정도 최대 60m 정도의 분출이 보인다.

## 같이 보기
- 스트로퀴르